# Hoplitis perezi
Hoplitis perezi är en biart som först beskrevs av Ferton 1895.  Hoplitis perezi ingår i släktet gnagbin, och familjen buksamlarbin. Inga underarter finns listade i Catalogue of Life.